# Julia Duffy
Julia Duffy, all'anagrafe Julia Margaret Hinds (Saint Paul, 27 giugno 1951), è un'attrice statunitense nota per la sua partecipazione alla serie televisiva Bravo Dick.
Ha lavorato in numerose serie televisive, tra cui Una vita da vivere, La famiglia Bradford, Cin cin, Quattro donne in carriera, CSI: NY e Drake & Josh.

## Vita privata
È sposata dal 1984 con l'attore Jerry Lacy da cui ha avuto due figli: Kerry Kathleen e Danny.

## Filmografia parziale

### Cinema
- I magnifici sette nello spazio (Battle Beyond the Stars), regia di Jimmy T. Murakami (1980)
- Alla maniera di Cutter (Cutter's Way), regia di Ivan Passer (1981)
- Prima ti sposo poi ti rovino (Intolerable Cruelty), regia di Joel ed Ethan Coen (2003)
- Scemo & più scemo - Iniziò così... (Dumb and Dumberer: When Harry Met Lloyd), regia di Troy Miller (2003)
- Camp X-Ray, regia di Peter Sattler (2014)

### Televisione
- The Doctors – soap opera, 463 puntate (1973-1977)
- Cin Cin (Cheers) – serie TV, 1 episodio (1982)
- Bravo Dick (Newhart) – serie TV, 163 episodi (1983-1990)
- Storie di guerra e di magia (Wizards and Warriors) – serie TV, 8 episodi (1983)
- Sabrina, vita da strega (Sabrina, the Teenage Witch) – serie TV, 1 episodio (1999)
- Zack e Cody al Grand Hotel (The Suite Life of Zack and Cody) – serie TV, 1 episodio (2005)
- Shameless – serie TV, 4 episodi (2011-2013)
- Looking – serie TV, 7 episodi (2014)
- Natale al Plaza (Christmas at the Plaza), regia di Ron Oliver – film TV (2019)
- Palm Royale – serie TV, 9 episodi (2024)

### Doppiatrice
- La grande avventura di Wilbur - La tela di Carlotta 2 (Charlotte's Web 2: Wilbur's Great Adventure), regia di Mario Piluso (2003)